# Avoca (Arkansas)
Pour les articles homonymes, voir Avoca.
Avoca est une municipalité du comté de Benton, dans l'État de l'Arkansas aux États-Unis.

## Démographie
| 1970 | 1980 | 1990 | 2000 | 2010 | - |
| ---- | ---- | ---- | ---- | ---- | - |
| 173  | 256  | 269  | 423  | 488  | - |